# Sasunaga interstrigata
Sasunaga interstrigata là một loài bướm đêm trong họ Noctuidae.